# Niels Otto Møller
Niels Otto Laursen Møller (* 30. Januar 1920 in Aarhus; † 1982 ebenda) war ein dänischer Möbeldesigner und Möbelunternehmer. Seine Entwürfe folgten dem Stil des Mid-century modern.

## Leben
Niels Otto Møller war ein Sohn des Tischlermeisters Jens Laursen Møller. Er schloss 1939 zunächst seine Lehre als Möbeltischler ab und setzte anschließend seine Ausbildung mit einem Studium an der Designskole in Aarhus fort. 1944 gründete er die J.L. Møllers Møbelfabrik A/S, für die er Entwürfe produzierte und die Produktion leitete.
Das Unternehmen wuchs und begann 1952 mit dem Export nach Deutschland und in die Vereinigten Staaten. Møller erweiterte die Produktionsanlagen, um mit der Nachfrage Schritt halten zu können. 1961 erwarb er hierfür ein 33.000 m² großes Grundstück in Højbjerg, einem Vorort seiner Heimatstadt, und errichtete darauf eine Fabrik mit einer Produktionsfläche von 6000 m².
Nach ihrer Ausbildung als Möbeltischler traten Møllers Söhne Jens Ole (Eintritt 1966, † 1994) und Jørgen Henrik (1969) in das Unternehmen ein. 1972 vergrößerten sie die Produktionsfläche vor Ort um weitere 2500 m². Ab 1974 exportierte die Familie nun auch Möbel nach Japan, das sich als einer ihrer größten Märkte erwies. 1974 und 1981 erhielt die Firma den Möbelpreis der Dansk Møbel Industri.
Nach Niels Otto Møllers Tod 1982 führten die beiden Söhne die Firma weiter. Das Unternehmen befindet sich noch heute in Familienbesitz.

## Werk (Auswahl)
Møllers Entwürfe von Esszimmerstühlen, Sesseln, Tischen und Anrichten, die er in hoher handwerklicher Qualität meist aus Palisander, Teakholz, Eiche oder Nussbaum fertigen ließ, vermieden Ornamente und zeichneten sich durch ihre im dänischen Design der Nachkriegsmoderne übliche Schlichtheit, Funktionalität und zeitlos eleganten Kurven aus. Die Kollektion von Møllers Möbelfirma war relativ klein, was darauf zurückzuführen ist, dass er viel Zeit in die Entwicklung seiner kompromisslosen Entwürfe investierte. Bis zur Vollendung einzelner Konzepte verstrichen bis zu fünf Jahre, bevor sich Møller mit der erreichten Qualität zufrieden zeigte.
- Stuhl Nr. 1, 1946
- Stuhl Nr. 71, 1951
- Armstuhl Nr. 55, 1951
- Stuhl Nr. 75, 1954
- Armstuhl Nr. 56, 1954
- Stuhl Nr. 77, 1959
- Armstuhl Nr. 57, 1959
- Stuhl Nr. 78, 1962
- Armstuhl Nr. 62, 1962
- Bank Nr. 63, 1963
- Bank Nr. 63A, 1963
- Stuhl Nr. 79, 1966
- Armstuhl Nr. 64, 1966
- Stuhl Nr. 80, 1968
- Armstuhl Nr. 65, 1968
- Stuhl Nr. 82, 1970
- Stuhl Nr. 83, 1974
- Armstuhl Nr. 66, 1974
- Stuhl Nr. 84, 1976
- Armstuhl Nr. 67, 1976
- Stuhl Nr. 85, 1981
- Armstuhl Nr. 68, 1981